# Lissonota aurantia
Lissonota aurantia är en stekelart som beskrevs av Dali Chandra 1976. Lissonota aurantia ingår i släktet Lissonota och familjen brokparasitsteklar. Inga underarter finns listade i Catalogue of Life.